# Ossido di scandio
L'ossido di scandio, detto anche scandia, è l'ossido dello scandio di formula chimica Sc2O3.
È un solido bianco usato nei sistemi ad alta temperatura (per la sua resistenza al calore e allo shock termico), nelle ceramiche elettroniche e nella fabbricazione di vetri.